# Parishia dinghouiana
Parishia dinghouiana är en sumakväxtart som beskrevs av K.M. Kochummen. Parishia dinghouiana ingår i släktet Parishia och familjen sumakväxter. Inga underarter finns listade i Catalogue of Life.